# Le Temps des moissons. Les Faucheurs
Le Temps des moissons. Les faucheurs (en russe : Страдная пора. Косцы) est un tableau du peintre russe Grigori Miassoïedov (1834-1911), qu'il a terminé en 1887. Il est conservé au Musée russe à Saint-Pétersbourg (sous le numéro d'inventaire : Ж-6899). Ses dimensions sont de 164 × 282 cm (selon d'autres données 179 × 275 cm). L'œuvre réunit des éléments de scène de genre et du paysage, et est consacrée au thème du travail paysan à l'époque des moissons.
La toile est présentée au public lors de la 15e exposition des Ambulants, qui s'est ouverte en février 1887 à Saint-Pétersbourg,. Lors de l'exposition, le tableau a été acheté par l'empereur Alexandre III. Dans un article consacré à l'exposition, le critique d'art Vladimir Stassov a qualifié la toile Saison des moissons d'une des meilleures de Miassoïedov, remarquant qu'elle était pleine de « poésie, de sens de la lumière, de quelque chose de sain et de solennel à la fois ». Selon la critique d'art Irina Choubalova, dans cette toile, et pour la première fois dans la peinture russe, sont clairement exposés « la grandeur et la beauté du travail paysan et surtout son puissant pouvoir d'inspiration créative ».
Initialement, le tableau était connu sous le nom L'époque des moissons, puis on l'a également appelé Le champ et Les Faucheurs. Dans la littérature actuelle, elle est appelée habituellement Le Temps des moissons. Les Faucheurs, ou Le Temps des moissons. Les Faucheurs,.

## Histoire
Dans les premières années 1880, en plus de travailler sur des tableaux thématiques, Grigori Miassoïedov se tourne vers la peinture de paysage et sur le motif. En 1881, lors de la 9e exposition des Ambulants, est exposée sa toile La Route du seigle (toile, peinture à l'huile, 65 × 145 cm, aujourd'hui exposée à la Galerie Tretiakov). Il semble que ce soit ce travail sur les paysages qui ait conduit Miassoïedov à la réalisation d'une série de tableaux consacrés à « la glorification de la puissance et de la poésie que l'on trouve dans le travail des paysans. »

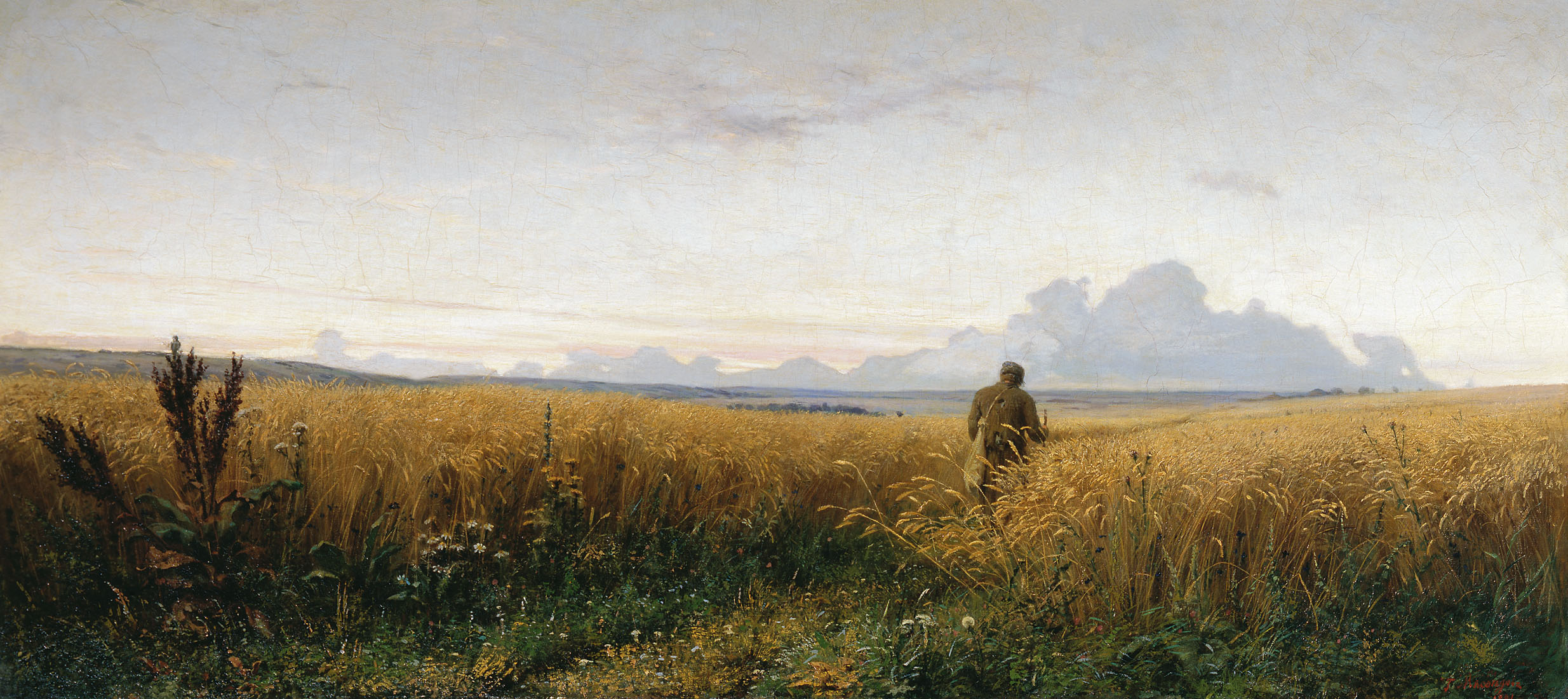
La Route du seigle (1881, Galerie Tretiakov)

Quelques années après la création d'un tableau intitulé La Route du seigle, le peintre est revenu sur un motif similaire. Dans une lettre au paysagiste Aleksandre Kisseliov, datée du 25 janvier 1886, Grigori Miassoïedeov explique qu'il a commencé à travailler sur un paysage intitulé Champs de seigle au coucher du soleil, qu'il trouve ennuyeux et ne représentant pas ce qu'il faudrait. Dans la même lettre il écrit: « Pour la peinture de la vie courante, je me considère assez expérimenté dans le paysage, et je peux réaliser la toile de fond sans problème, et c'est à cela que je veux arriver ». C'est ainsi qu'il est arrivé à l'idée de réaliser une toile au sujet épique, comprenant non seulement un champ doré de seigle sur fond de ciel bleu d'été, mais chantant aussi le travail du paysan occupé à la récolte des moissons destinées à la fabrication du pain.

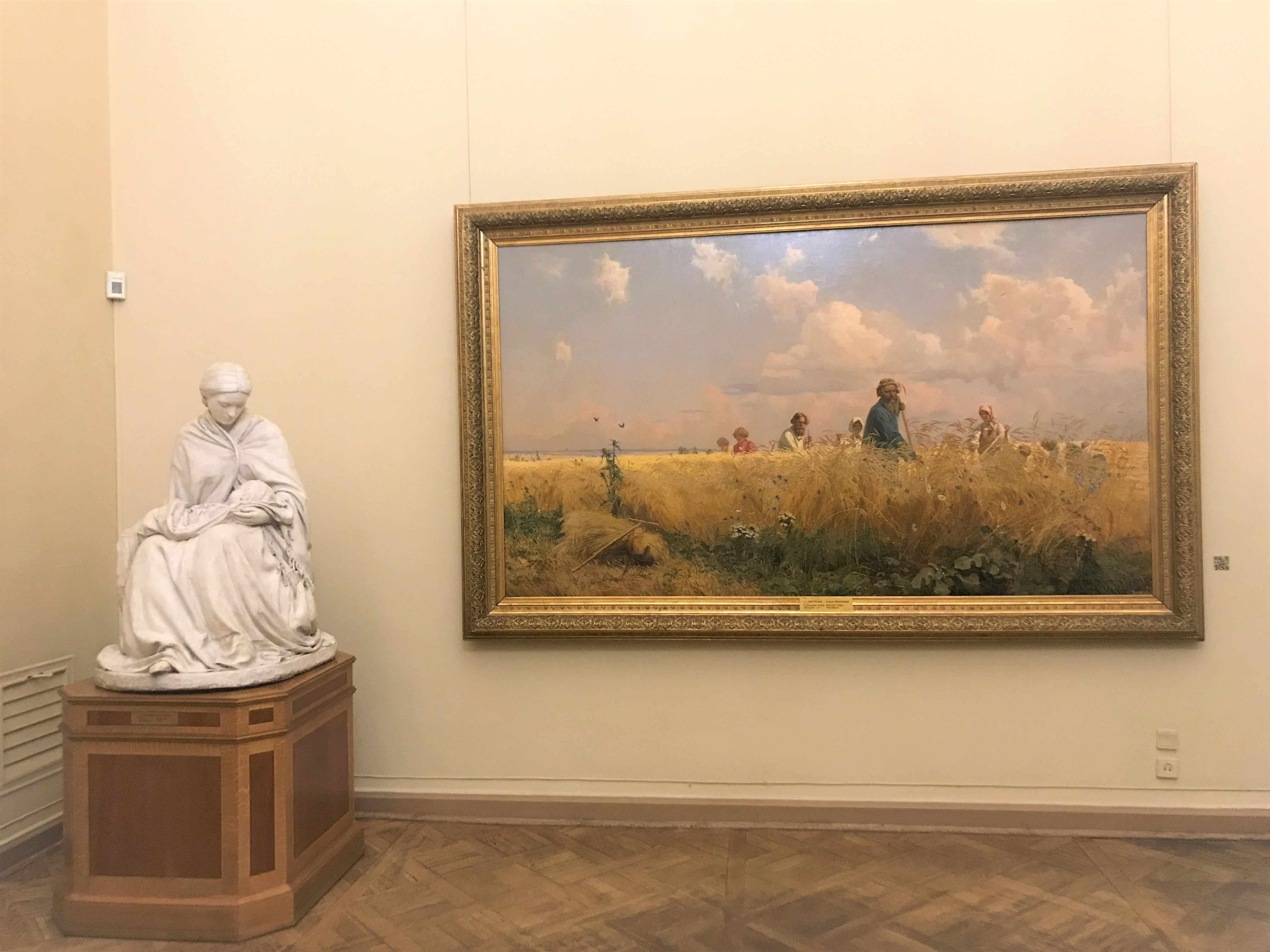
Le Temps des moissons. Les faucheurs au Musée russe.

Le travail sur la toile Le Temps des moissons a pris une année. Elle a été présentée lors de la 15e exposition des Ambulants, qui s'est déroulée à Saint-Pétersbourg le 25 février 1887,. La toile a reçu des critiques favorables. Ainsi dans un article publié par la revue La Pensée russe, l'écrivain Pavel Kovalevski décrit ainsi ses impressions : « Quel beau tableau. On ne la quitterait pas des yeux, et on resterait longtemps captivé par l'été russe, les champs russes… Les personnages et le paysage sont d'égale valeur… Ce travail est l'un des plus riches de l'exposition des Ambulants »,. Le peintre Vassili Polenov, représenté à l'exposition par sa toile de grande dimension Le Christ et la Pécheresse, écrit à sa sœur Elena Polenova : « Depuis longtemps, Miassoïedov n'avait plus exposé pareille beauté, ce grand tableau, avec ces hommes et ces femmes qui coupent le seigle, est étonnement authentique et original… »,,. Le tableau est également bien noté par le critique Vladimir Stassov, qui a publié un article sur l'exposition des Ambulants.
Dès l'exposition, le tableau Le Temps des moissons. Les Faucheurs a été acquis par l'empereur Alexandre III. Pendant longtemps, la toile est restée au Palais de Gatchina. En 1959, il a été placé au Parc de Pavlovsk, qui l'a transféré ensuite au Musée russe,. La toile Le Temps des moissons. Les faucheurs a été accrochée aux murs de la salle n° 31 du Palais Mikhaïlovski, où se trouve également le tableau À la Guerre de Constantin Savitski.

## Description
Sous un ciel bleu parsemé de petites nuages s'étend un champ doré de seigle mûr. Dans la partie du champ qui se trouve à droite derrière les paysans, le seigle a déjà été coupé. Dans la direction des spectateurs, les paysans se déplacent d'un pas cadencé, aidés par les femmes et les enfants. La moisson est un évènement important pour ceux-ci, qui s'y préparent à l'avance, travaillent toute la famille ensemble, si nécessaire avec l'aide de voisins. À l'avant-plan, menant les autres paysans, s'avance un faucheur plus âgé qui semble être le chef de famille. Son visage, brûlé par le soleil, est sévère (comme le souligne la critique, non pas à cause de lourdes méditations, mais à cause de l'absorption au travail). Il est vêtu d'une chemise bleue et ses cheveux sont retenus par une gerbe de seigle tressée (selon la tradition les épis de la première gerbe). L'expression de son visage, les traits du visage, ses gestes déterminés et le mouvement énergique de ses bras font ressortir sa concentration. Derrière lui, au même rythme, se déplace un deuxième faucheur, habillé d'une chemise blanche. Bien qu'il transpire et que ses cheveux lui collent au front, il essaye de suivre le premier paysan. Vient ensuite le troisième faucheur habillé de rouge. Il est le plus jeune des trois, son visage s'anime d'un sourire, son travail lui procure du plaisir. À l'arrière plan travaillent des paysannes, qui ratissent les épis et rassemblent des gerbes. La composition se base sur l'alternance des visages féminins et masculins ainsi que des couleurs des vêtements, verts, rouges et blancs. 

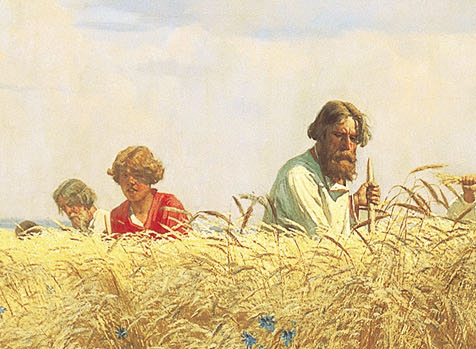
Trois faucheurs.
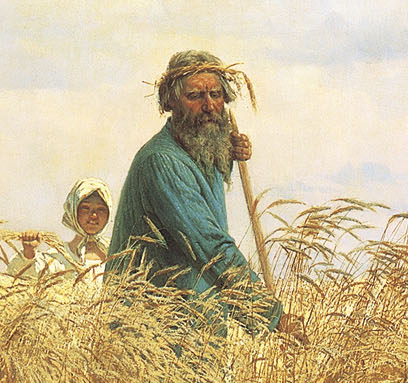
Le Chef de famille.
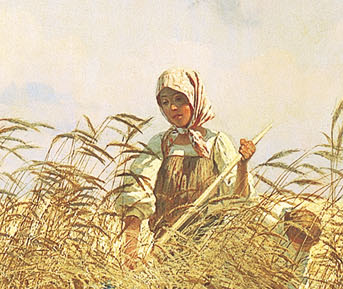
Paysanne à droite.

Le paysage représente une mer d'épis de seigles vacillants sous les coups des faucilles qui s'étend jusqu'à la limite de l'horizon. Selon la critique d'art Irina Choubalova, « en la montrant pendant la période de floraison, la nature, pleine de forces de vie, est perçue comme une vue de synthèse de la terre natale ». La profondeur du paysage est transmise par l'ordre des couleurs et le rythme des taches de celles-ci. L'angle choisi pour le point de vue est situé un peu plus bas que le niveau du champ et crée une monumentalisation des images des paysans dont les troncs ressortent des épis pour s'élever au-dessus des spectateurs. Sans perturber l'intégrité de l'image, le paysage est animé de toute une série de petits détails : un vol de papillons sur la gauche, des feuilles de bardane, des tiges de chardons, de bleuets, au milieu des épis des matricaires, représentés à l'avant-plan,,.
Le tableau est plein d'optimisme. L'artiste utilise à cette fin des couleurs pleines de joie et de lumière. Le bleu du ciel, teinté d'une douce brume rosâtre, les verts qui rehaussent la couleur jaune dorée des épis de seigles. Pour les dégradés de couleurs et de lumière, l'artiste utilise les principes de la peinture tonale. Les contrastes apportés par la couleur des vêtements des paysans ajoutent à l'atmosphère une note joyeuse.

## Études, esquisses et copies

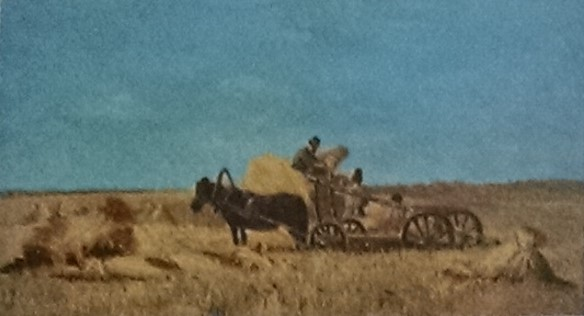
Ramassage des gerbes (Esquisse Galerie Tretiakov).
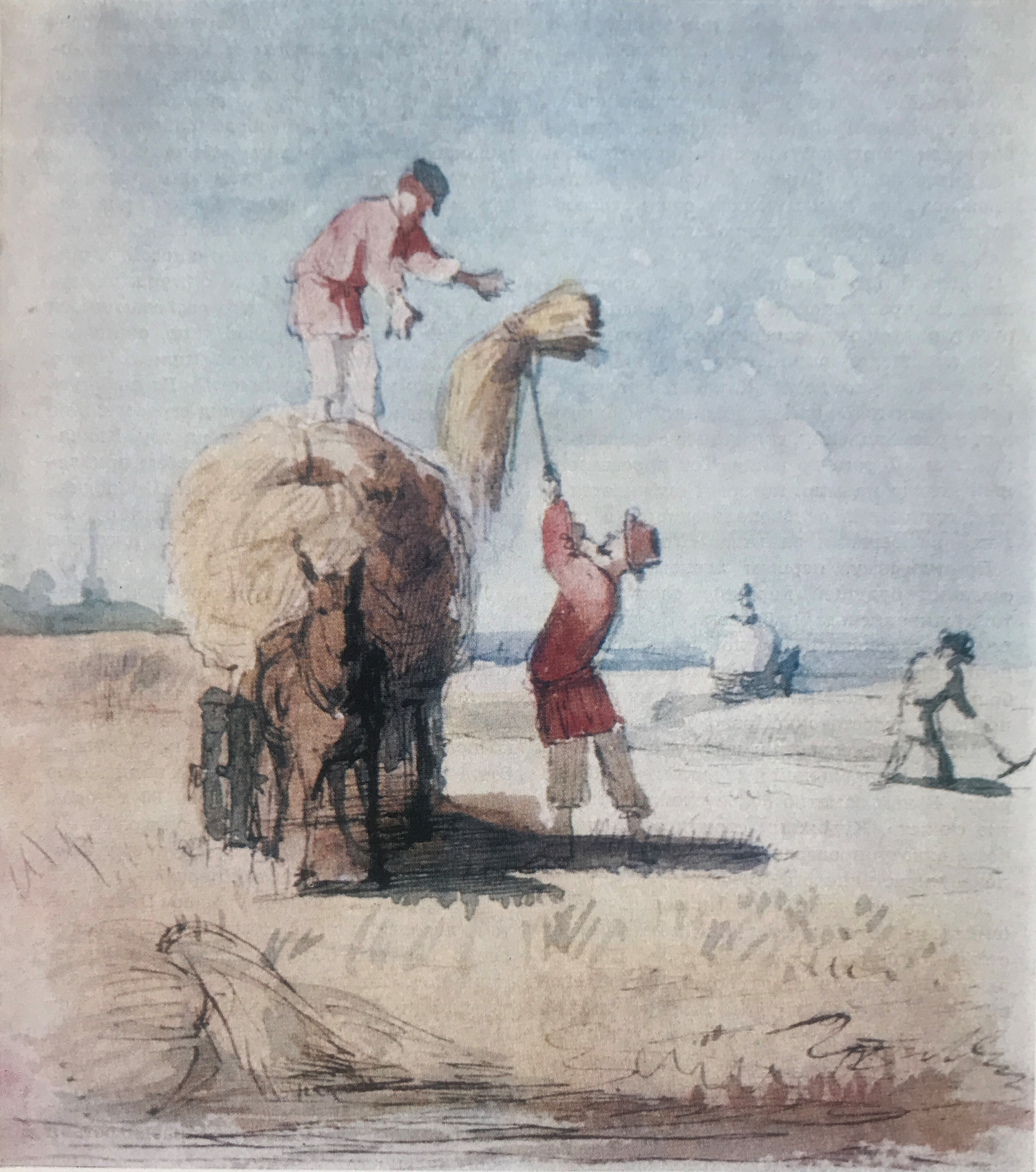
Ramassage du seigle (Esquisse Galerie Tretiakov).

Durant son travail sur la toile Le Temps des moissons, Miassoïedov a créé une série d'études et d'esquisses. Parmi celles-ci, les plus connues liées à l'histoire du tableau sont Ramassage des gerbes (toile, huile, 20,7 × 37,9 cm, Musée russe, à l'inventaire sous n°Ж-7623) et Ramassage du seigle (papier, aquarelle, 13,1 × 12,5 cm, Galerie Tretiakov),. L'esquisse Ramassage des gerbes a été réalisé avec des couleurs claires, mais quelque peu atténuées. Elle est considérée comme l'un des premiers liens sur la voie de la réalisation de cette toile. En même temps, les critiques d'art ont noté le manque de travail de composition de cette esquisse ainsi que l'aspect trop statique de la scène représentée. Dans l'esquisse à l'aquarelle Ramassage du seigle, on peut remarquer un développement plus complexe de la scène représentée, ainsi que le désir de l'artiste d'occuper une large couverture de l'espace pour montrer une exposition détaillée du travail des paysans.

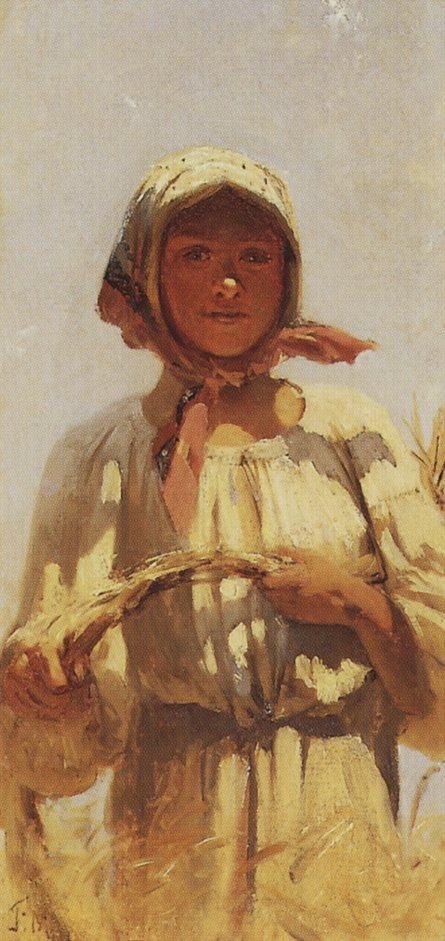
Moissonneuse (Esquisse Galerie Tretiakov).
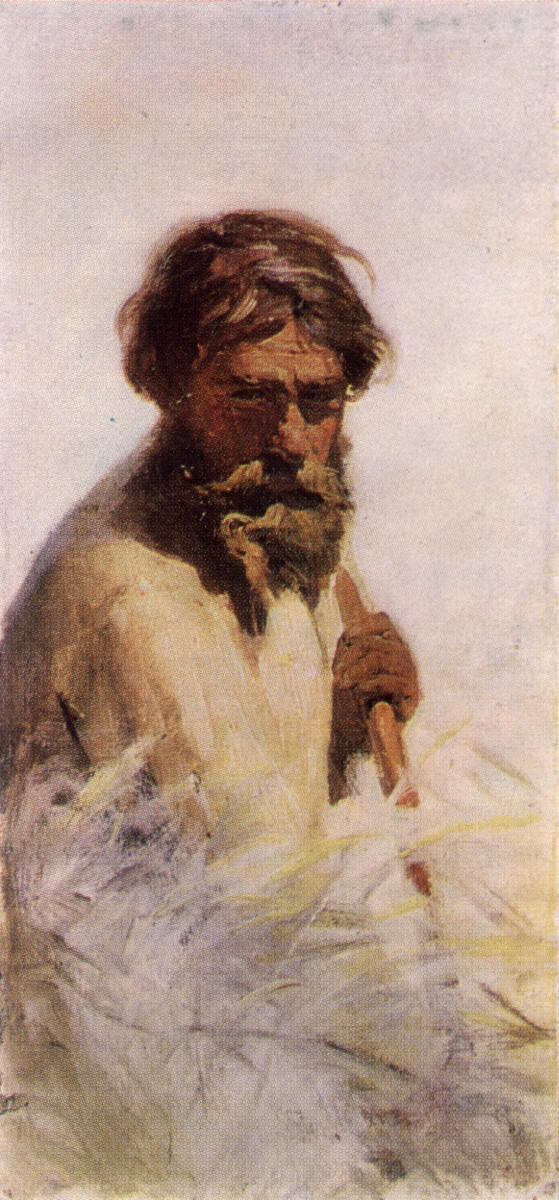
Paysan faucheur (Esquisse Galerie Tretiakov).

Deux études sont conservées à la Galerie Tretiakov : La moissonneuse (toile sur carton, huile, 35,5 × 16,7 cm, reprise à l'inventaire sous n° Ж-257), acquise en 1962 et Le paysan faucheur (toile sur carton, huile, 37 × 17 cm, repris à l'inventaire sous n° 21969), entré au musée en 1933 en provenance de la collection Matveiev. Le tableau Le paysan faucheur est considéré comme l'une des meilleures études pour la toile Le Temps des moissons. C'est une « représentation du faucheur sur fond de ciel bleu clair et d'épis de seigle mûrs », dans laquelle le peintre se concentre sur le visage du paysan, ainsi que sur les mouvements adroits de ses mains. L'apparence extérieure du faucheur est similaire à celle du paysan assis à droite au soleil sur la toile plus ancienne de Miassoïedov intitulée Le Zemstvo déjeune (1872). Bien que les deux figures soient exécutées dans une gamme de couleurs similaires, elles diffèrent en ce que le paysan assis dans Le Zemstvo déjeune est plongé dans de profondes réflexions, tandis que celui de Le Temps des moissons est plein de forces et d'énergie. Les critiques d'art ont également noté que le visage du faucheur de l'étude à la Galerie Tretiakov est mieux réalisé que celui du faucheur de la variante finale du tableau. Cela s'explique par le fait que dans la grande toile de Miassoïedov le peintre s'efforce de montrer l'élan vers le travail et la poursuite du but lui-même d'une importance capitale et vitale, et cette perception relègue au second plan les caractéristiques psychologiques individuelles des personnages.

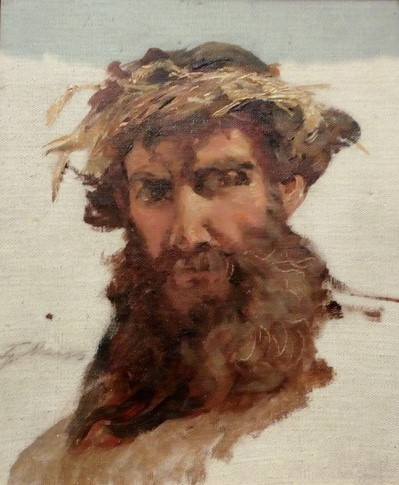
Tête d'homme ceinte d'une couronne d'épis (Musée des beaux-arts d'Oriol)

Une autre étude d'un homme avec une couronne d'épis sur la tête (toile, huile, 33 × 28 cm), datée de 1884 ou en tout cas des années 1880, se trouve dans les collections du musée des beaux-arts d'Oriol,. Le tableau a été acquis pour le musée par le Ministère de la culture de la fédération de Russie en 2009. Selon certains critiques, cette étude est un autoportrait de l'artiste.
Le Musée d'État des arts Abilkhan Kasteyev conserve un tableau de Miassoïedov intitulé Moisson (toile, huile, 141 × 268 cm, 1887) qui est une variante de la toile Le Temps des moissons. Les faucheurs. Une autre copie de l'auteur a des dimensions plus grandes (268 × 400 cm), et a été réalisée en 1892 par Miassoïedov,. L'artiste l'a créée après avoir réalisé que la toile originale se trouvait au palais de Gatchina, où elle avait peu de chance d'être vue par un vaste public populaire. Miassoïedov offrit cette copie d'auteur à l'École de peinture, de sculpture et d'architecture de Moscou,. En 1964, l'emplacement exact de cette copie n'était plus connu.

## Critiques et appréciations
Dans un article intitulé Exposition ambulante, publié dans le Journal des nouvelles et de la bourse (ru) du 1er mars 1887, le critique Vladimir Stassov écrit que Le Temps des moissons de Grigori Miassoïedov est l'une des toiles les plus réussies du peintre. Selon Stassov, « cette impression d'un champ de seigle doré, où les hommes et les femmes fauchent des gerbes qui leur arrivent à hauteur de la ceinture, les nuages légers dans le ciel, les reflets roses et délicats à l'horizon ; tout cela est rempli de poésie, de lumière, et compose un ensemble puissant et solennel ».

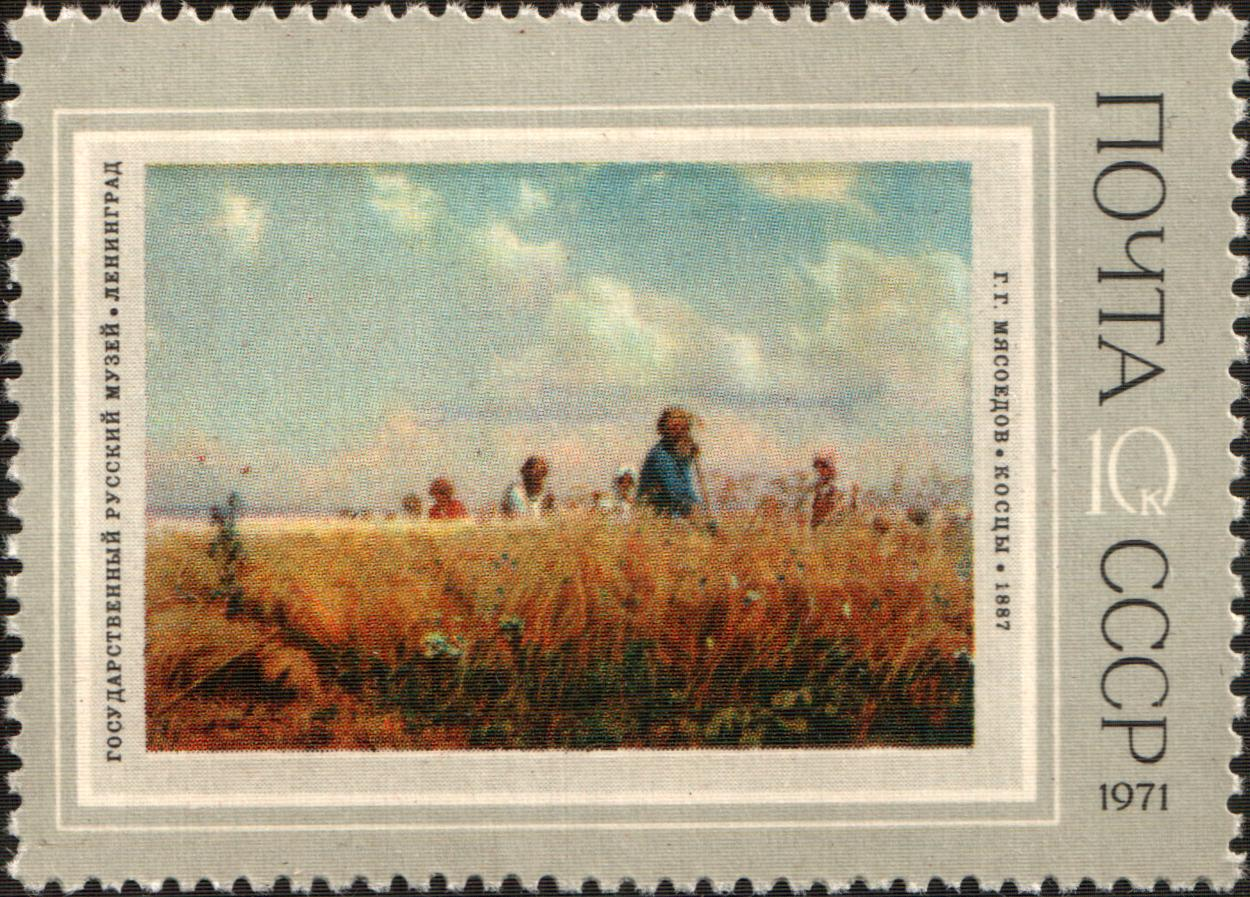
Tableau Les Faucheurs sur un timbre poste de l'URSS en 1971 года

Le critique d'art Dmitri Sarabianov écrit que dans le tableau Le Temps des moissons Miassoïedov « n'a pas réussi à décrire les visages de ses personnages avec suffisamment d'expressivité, à montrer les sentiments particuliers qu'ils éprouvent », mais pourtant l'artiste a réussi à créer « une impression générale d'étendue de l'espace, de force populaire ». Selon Sarabianov, Miassoïedov a réussi une construction monumentale de la toile qui correspond à l'idée sous-jacente « de la beauté du travail à un moment où est atteint un seuil de la souffrance ».
Dans sa monographie sur l'œuvre de Miassoïedov, publiée en 1971, l'historienne d'art Irina Chouvalova souligne que, avant cette toile Les Faucheurs qui date de la seconde moitié du XIXe siècle, « l'on ne trouvait pas d'interprétation aussi optimiste par rapport aux thèmes du travail des paysans ». Par contre, on peut se demander dans quelle mesure la toile de Miassoïedov ne pourrait pas être comparée à celle bien antérieure d'Alexeï Venetsianov, intitulée Au labour. Le Printemps, créée dans les années 1820. Selon Chouvalova, dans la toile Les Faucheurs, on trouve pour la première fois dans la peinture russe l'expression « de la grandeur et de la beauté du travail des paysans et surtout sa puissance créative ».
Le critique d'art Vitali Manin (ru) note la gaieté du tableau Le Temps des moissons. Les Faucheurs et le fait que Miassoïedov, avec cette toile, « montre sa maîtrise de la peinture sur le motif et sa capacité à percevoir le réel », qui lui permet d'atteindre « et de toucher presque physiquement la beauté de la nature en fleur ». Selon Manin, ce tableau poétise le travail de la terre et fait « disparaître tout soupçon de jugement critique de la réalité ».